# كارين إي. تايلور
كارين إي. تايلور (بالإنجليزية: Karen E. Taylor)‏ (1954)؛ روائية أمريكية.